# Cyrtodactylus philippinicus
Cyrtodactylus philippinicus är en ödleart som beskrevs av  Franz Steindachner 1867. Cyrtodactylus philippinicus ingår i släktet Cyrtodactylus och familjen geckoödlor. IUCN kategoriserar arten globalt som livskraftig. Inga underarter finns listade i Catalogue of Life.